# Бойченко Вадим Сергійович
Вадим Сергійович Бойченко (нар. 5 червня 1977, Маріуполь, Донецька область, УРСР) — український політик, маріупольський міський голова (з 15 грудня 2015 року).

## Життєпис

### Освіта
Закінчив Приазовський державний технічний університет (2001), Донецький національний університет (2015). Навчався у французькій бізнес-школі INSEAD.

### Трудова діяльність
1995—2010 — працював у ВАТ "МК «Азовсталь».
2010—2013 — експерт з кадрів та мотивації, начальник управління Дирекції з персоналу ТОВ «Метінвест Холдинг».
2013—2015 — заступник директора з розвитку, директор з персоналу та соціальних питань ПАТ «ММКІ». Був членом виконавчого комітету Маріупольської міської ради.
15 грудня 2015 року обраний міським головою Маріуполя, переобраний 25 жовтня 2020-го на другий термін.
Під час російського вторгнення в Україну 26 лютого 2022 року Бойченко покинув Маріуполь.

### Особисте життя
Одружений, має сина та доньку.